# Samasource
Samasource — американская некоммерческая организация, разработавшая схему и организовавшая предоставление работы в области информационных технологий жителям беднейших стран мира.

## Организация
Некоммерческая (501(c)(3)) организация Samasource основана Лейлой Джаной 1 июня 2008 года.
Стартовый капитал в размере 20 000 евро на создание Samasource Лейла выиграла в международном конкурсе бизнес-планов в Нидерландах.
Джана же стала бессменным руководителем Samasource.
Название организации происходит от санскритской приставки «сама», означающей «равный» и английского слова «source», означающей источник.
По замыслу Лейлы это имя должно выражать стремление к «выравниваю игрового поля».
Штаб-квартира Samasource находится в Сан-Франциско (США).
На 2013 год у Samasource был офис в Найроби (Кения), а также интересы на Гаити, в Индии и Уганде.
На 2015 год Samasource структурно входила в Sama Group, состояющую из трёх созданных за это время Лейлой организаций, наравне с Samahope (2012) и Samaschool (2013; ранее SamaxUSA).

## Бизнес-модель
Бизнес-модель Samasource основана на получении крупных заказов от лидеров IT-индустрии, с последующим их дроблением, адаптацией и передачей на аутсорсинг в «центры микроработы» (англ. microwork centers), расположенные в беднейших из развивающихся стран.
Термин «микроработа» (англ. microwork) был введён Лейлой Джаной на конференции TED в Брюсселе и отсылает к популярному, на момент создания организации, микрокредитованию.
По мнению основательницы Samasource, также как микрокредит решает проблемы бедных финансово, «микроработа» должна предоставить им возможность выхода на современный технологичный рынок труда.
Типичная предлагаемая Samasource работа представляет собой примитивнейшие и низкоквалифицированные виды деятельности, которые однако не могут быть в настоящее время автоматизированы.
Например, администрирование и модерация интернет-ресурсов, или аналогичные процедуры с массивами данных.

## Показатели деятельности
Первым клиентом Samasource стала некоммерческая организация социального бизнеса Benetech.
К 2013 году Samasource выплатила более 2 миллионов долларов США 2 700 обездоленным женщинам (англ. marginalized women) и молодым людям, в целом поддержав более 10 тыс. жителей Африки, Южной Азии и Карибов.
В 2014 году организация предоставляла 5 500 сотрудников для работы.
На 2015 году заказчиками (предоставляющими работу) Samasource являлись eBay, gettyimages, Google, TripAdvisor, Walmart, Microsoft, LinkedIn и другие.

## Оценки
Инициатива Samasource была поддержана, в том числе и выдачей гранта, Google Foundation и Cisco Foundation, MasterCard и eBay Foundation.
Samasource — стипендиат фондов Рокфеллера и Мулаго.
В 2012 году госсекретарь США Хиллари Клинтон вручила организации $500 тыс. премию за инновацию в области расширения прав и возможностей женщин и девушек (англ. Innovation Award for Empowering Women and Girls).